# Isuzu D-Max

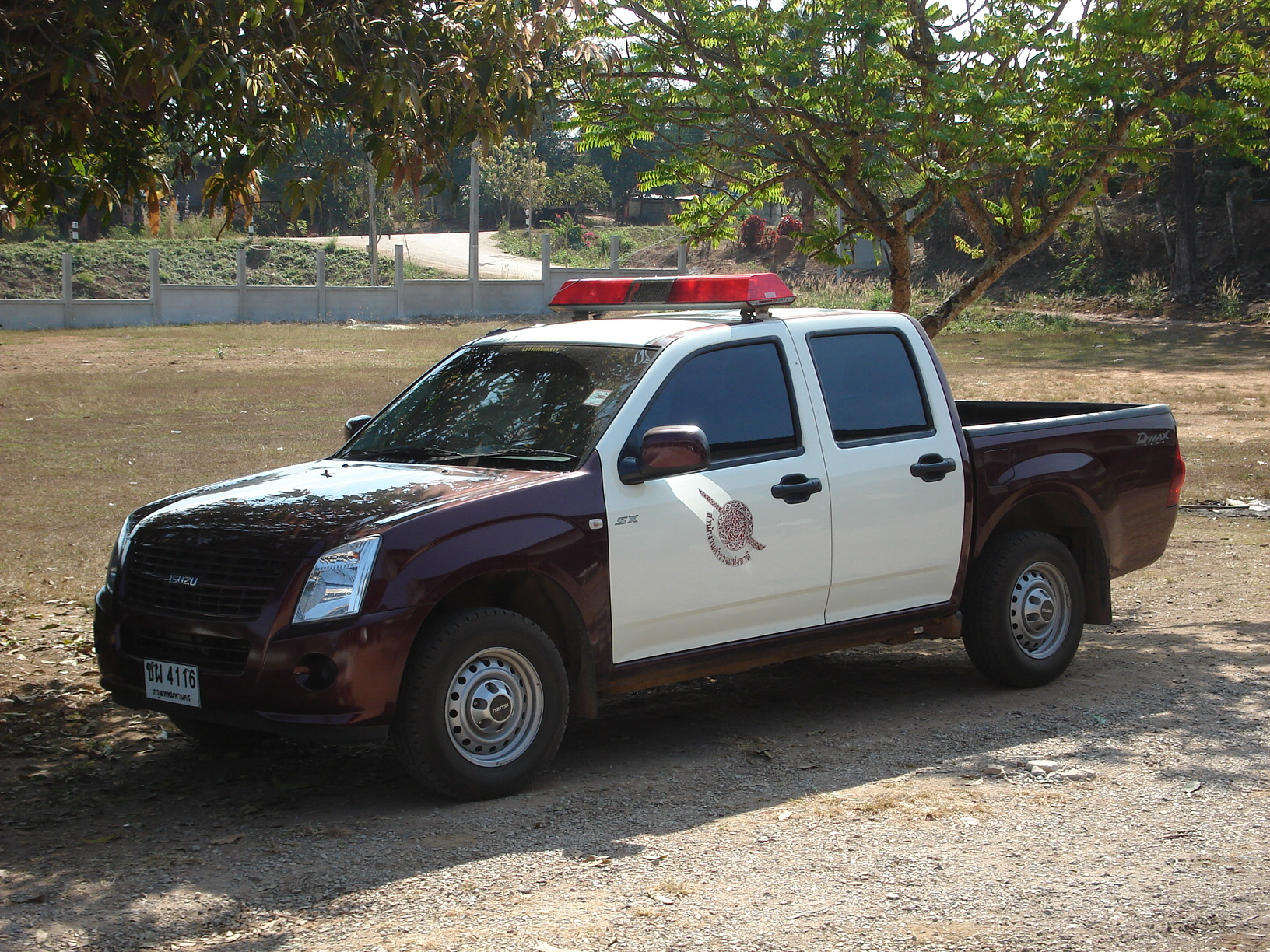
D-Max de la Policía Tailandesa

El Isuzu D-Max es un pickup mediano fabricado por Isuzu. Es similar al Isuzu i-Series, Chevrolet Colorado y GMC Canyon. También es vendido en algunos países como la continuación del Chevrolet LUV, normalmente bajo el nombre de LUV D-Max.

## Historia
El Isuzu D-Max reemplazó al Isuzu Faster (conocida como KB/Pup -abreviatura de pick-up- en múltiples mercados), fabricada entre 1972-2002. Estaba disponible con cabina sencilla, cabina extendida y cabina doble.
Las motorizaciones eran de 4 o 6 Cilindros, gasolina o diésel, transmisión automática o manual de 5 velocidades, tracción 4x2 o 4x4.
Su sustituto, el Isuzu D-Max se fabrica en varios países de Asia y, particularmente, en Tailandia, junto a la Chevrolet Colorado, para exportarse a todo el mundo.
En Estados Unidos y Canadá Isuzu comercializó el i-Series con el que comparte plataforma Chevrolet Colorado y GMC Canyon.

## Isuzu D-Max en el Mundo
- Se fabricó en Colombia desde la 1ª generación hasta el retoque de la 2ª generación. En Chile se hizo por muy corto tiempo la versión SpaceCab hasta su descontinuación, y actualmente se fabrica sobre la base de material importado de Japón en la planta de GM en Ecuador. En Brasil, se comercializa como Chevrolet Luv D-Max.
- Se fabricó en Tailandia y se exportó a Australia y Nueva Zelanda como Holden Rodeo, hasta que fue reemplazada por el Holden RC Colorado. Aunque comparten el mismo chasis, el Holden RC Colorado es una D-Max con emblemas Holden y no está relacionado con el Chevrolet Colorado, también manufacturado en Tailandia.
- Se fabrica por GM Ecuador como Chevrolet Luv D-Max en Ecuador en motores 4cil y V6 a gasolina y Diésel. Cabina sencilla y Cabina doble. 4x2 y 4x4. Todas en manual.
- En Colombia se comercializa como Chevrolet Luv D-Max, con motorizaciones de 4 cilindros gasolina (2.4) y diésel (2.5). Está disponible en versiones de cabina sencilla y cabina doble, tracción 4x2 y 4x4. Únicamente se comercializa con transmisión manual (anteriormente disponible con motor 3.0 turbo diésel y transmisión automática [primera generación]) para la actual generación.
- Actualmente Isuzu no tiene operaciones en Argentina, Brasil, Bolivia y Perú. GM no comercializa el Luv D-Max en estos países. En su lugar Mercosur el Chevrolet S-10 y Bolivia la Chevrolet Colorado.
- En Paraguay se da un caso particular, donde se comercializan los Isuzu D-MAX y Chevrolet S-10 al mismo tiempo. Desde 2004 se lanza el primer modelo de los pickups Isuzu D-Max que reemplaza a las anteriores Isuzu "KB". En los últimos años ha ganado gran popularidad y gran parte de la flota de vehículos del Estado Paraguayo se conforma por vehículos Isuzu D-Max con motores 3.0 turbo diésel intercooler, con inyección de riel común. Instituciones como la Policía Nacional, Ministerio de Educación y Cultura, Fuerzas Armadas de la Nación, poseen flotas de la misma.
- Desde 2010 se fabrica en Venezuela como Chevrolet Luv D-Max en versión 3.5 cc 4x2 (Automática), y 4x4 (Manual y Automática).
- En Tailandia se comercializa el D-Max en muchas versiones, cabina sencilla con caja larga, Cabina Extendida, y Doble Cabina. 4x2 y 4x4. Los vehículos de cabina sencilla y caja larga son muy comunes como transporte público.
- Se fabrica en Sudáfrica como Isuzu KB (algunas versiones se comercializan como D-Max).
- Se vendió en el Medio Oriente hasta 2006 como Chevrolet T-Series. El nombre de Chevrolet Colorado también se aplica a una versión rebautizada (cambio de emblemas) de la D-Max en el Medio Oriente y Tailandia, aunque no idéntico a la versión americana.

### Modelos
|                                 |
| Isuzu D-Max Cabina Doble Chasis |

|                                                  |
| Holden Rodeo Cabina Doble, exportada a Australia |

|                                                        |
| Holden RC Colorado Cabina Doble, exportada a Australia |

### Aplicaciones Isuzu D-Max

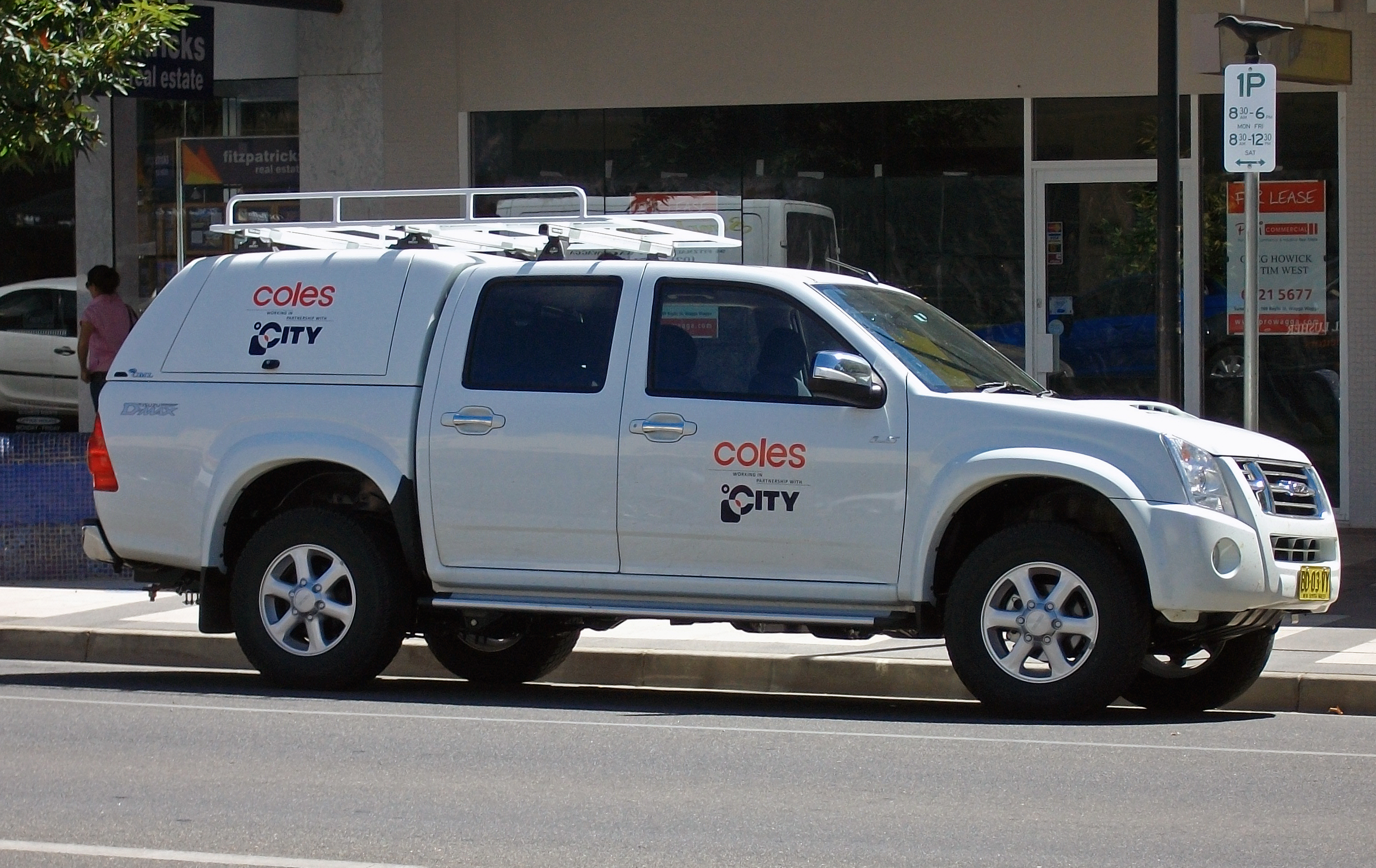
Isuzu D-Max también disponible en Australia desde 2009

|                                                 |
| Policía Isuzu D-Max Doble Cabina 4x2, Tailandia |

|                                                  |
| Policía Holden Rodeo Cabina Doble 4x4, Australia |

|                                                |
| Policía Chevrolet T-Series en el Medio Oriente |

## Primera Generación 2002 - 2007

### La nueva era: la D-MAX
Como parte de una reorganización general corporativa, en mayo de 2002 se lanzó oficialmente la Nueva Pick Up Isuzu D-Max en el mercado tailandés para alcanzar en un corto tiempo un éxito de ventas. Al año siguiente, inicia la comercialización de la D-MAX en Europa. A partir de 2004 ISUZU es el primer fabricante reconocido en el mundo, en el mercado de Pick Up, con la excepción de los Estados Unidos, con más de 328.000 unidades producidas.
- Se fabricó por GM Chile para comercializar en Bolivia y Perú.
- Se fabricó por GM Ecuador para comercializar en Ecuador, Venezuela y Colombia.
- Se fabricó por GM Tailandia para comercializar en Australia y Nueva Zelanda como Holden Rodeo.
- Se fabricó por GM Tailandia para comercializar en Reino Unido como Chevrolet Luv.
- Se fabricó en GM Egipto para comercializar en Medio Oriente como Chevrolet TF.
- Se fabricó por GM Sudáfrica para comercializar en el sur de África como Isuzu D-Max.
- No se comercializó en el Mercosur Brasil, Argentina, Uruguay y Paraguay.
- No se comercializó en Norteamérica. Se comercializó la Isuzu I series en EE. UU. y Canadá hasta que cerró Isuzu.
- Se comercializó en Centroamérica y el Caribe como Isuzu D-Max fabricada en Tailandia.
- Se comercializó en Europa como Isuzu Rodeo.
- Se fabricó en Indonesia y Filipinas como Isuzu D-Max.

- Se fabrica actualmente por GM Ecuador para comercializar en Chile, Ecuador, Venezuela y Colombia.
- Se fabrica por GM Egipto para comercializar en Medio Oriente como Chevrolet T-Series.
- Se fabricó por GM Sudáfrica para comercializar en el sur de África como Isuzu D-Max.
- No se comercializa en el Mercosur Brasil, Argentina, Uruguay menos en Paraguay donde la Isuzu es considerada la más fiable.
- No se comercializa en Norteamérica.
- Se comercializa en Centroamérica y el Caribe como Isuzu D-Max fabricada en Tailandia.
- Se comercializa en Europa como Isuzu D-Max.
- En Bolivia la 1ª Generación de Chevrolet Luv D-Max Chilena fue reemplazada por la Chevrolet Colorado hecha en Luisiana, EE. UU.
- La Holden Rodeo fue reemplazada por la Chevrolet Colorado Tailandesa.
- Se fabricó en Indonesia y Filipinas como Isuzu D-Max.

|                               |
| Isuzu D-Max (Mercado mundial) |

## Segunda Generación
El nuevo Isuzu D-Max 2012 desecha la anterior mecánica turbodiésel 3.0. Se ha sustituido por una más moderna de 2,5 litros y la misma potencia: 163 CV. Este motor monta una nueva tecnología Twin Turbo, con dos turbinas, una que entra en acción a bajas revoluciones y otra que lo hace cuando la aguja llega a la parte alta del cuentavueltas. Esto provoca que, en marcha, no se noten baches de potencia como en otros vehículos similares. Además, su par motor, tan importante en estos vehículos dedicados a la carga, se ha incrementado de 360 Nm del anterior a 400, a tan solo 1.400 vueltas. Y casi lo mejor es que el consumo también se ha mejorado, disminuyendo en aproximadamente un litro cada 100 km, en ciclo combinado y respecto al anterior modelo, quedándose en 7,4 litros a los 100 km (8,4 con caja automática). Para rematar su equilibrio, un filtro de partículas DPF hace que esta mecánica cumpla con la normativa EURO V y consiga unas emisiones de CO2 de menos de 200 g/km, con lo que el impuesto de matriculación es del 9,75% y no del máximo (14,75%), aunque debes recordar que este pick-up solo se puede matricular como vehículo industrial. Respecto a las cajas de cambios del Isuzu, también son de nueva factura y tanto la manual como la automática han incrementado sus relaciones. Ahora, la manual pasa de 5 a 6 velocidades y la automática pasa a tener 5, con cambio secuencial. Que, por cierto, esta última es la más recomendable aunque cueste casi 1000 euros más y no retenga lo suficiente en bajadas pronunciadas.

### Para Latinoamérica
El diseño es el cambio más visible, con su parte frontal agresiva y silueta más deportiva, también más aerodinámica (mejoró un 5% y es el más aerodinámico de su clase). Para llegar a este diseño fusionaron elementos como funcionalidad, un auto divertido, que conserve su esencia de trabajo y que sea atractivo.
Debajo de la tapa también tiene una novedad muy importante, su nueva generación de motores Ddi turbo diesel de 3.0 y 2.5 litros, con transmisión manual o automática. Estos motores cuentan con inyección directa y destacan por su rendimiento y su eficiencia en el consumo de combustible.
Este nuevo pick up cuenta con diferentes sistemas de seguridad orientados a la protección de los peatones y de los ocupantes del vehículo y estará disponible con tres variantes diferentes, como son de cabina sencilla, de doble cabina y extra cabina.

#### Versiones
- Cabina sencilla Tracción 4×2, motor 2500 cc 4 Cilindros en línea Turbo Diesel Intercooler, con inyección directa CRDI, transmisión manual de cinco velocidades. Potencia 80kW (109ps) / 3400 rpm. Tapicería en vinil, dirección hidráulica, airbags, aire acondicionado, entre otros, no cuenta con ABS ni EBD.
- Doble Cabina RBA Tracción 4×2 y 4×4, motor 2500 cc 4 Cilindros en línea Turbo Diesel Intercooler con inyección directa CRDI, transmisión manual de cinco velocidades. Potencia 109 hp / 3400rpm.  Tapicería en tela, dirección hidráulica aire acondicionado, airbags, entre otros, no cuenta con ABS ni EBD.
- Doble Cabina y Extra Cabina RBD Tracción 4×4, motor 2500 cc 4 Cilindros en línea Turbo Diesel Intercooler con inyección directa CRDI, transmisión manual de cinco velocidades. Potencia 109 hp / 3400 rpm Tapicería en tela, vidrios eléctricos, dirección hidráulica, frenos ABS con EBD, airbags, bloqueo de diferencial trasero, entre otros.
- Doble Cabina LS Full 3.0 litros Tracción 4×4, motor 3000 cc 4 Cilindros en línea Turbo Diesel Intercooler con inyección directa CRDI, transmisión o automática de cinco velocidades,  potencia 136 hp / 3400 rpm. Tapicería en tela, vidrios eléctricos, dirección hidráulica, frenos ABS con EBD, airbags, bloqueo de diferencial trasero, entre otros.

En la nueva versión del Isuzu D-Max, también se ha mejorado su sistema de tracción y, aunque no dispone ni de diferencial central ni de diferencial autoblocante trasero (el control electrónico de tracción se encarga de suplir sus funciones), se ha incorporado un mando giratorio, al estilo del Nissan Qashqai, con el que se puede cambiar la tracción de trasera a total (en marcha y hasta 100 km/h) y a total con reductora (debes hacerlo parado, en punto muerto y con el freno pisado). Con esto, su capacidad todoterreno sigue intacta.
A la robustez y durabilidad inherente al único 'pick-up' del mercado procedente de un fabricante de camiones como es Isuzu, se le une una importante mejora en materia de seguridad tanto activa como pasiva. Ahora, el Isuzu D-Max 2012 cuenta con 6 airbags de serie en toda la gama, así como control de estabilidad y tracción, una nueva estructura más rígida, carrocería diseñada para proteger a los peatones en caso de atropello y luz diurna también en todas las versiones.
Pero no sólo se han incluido las luces diurnas en su nueva estética. El Isuzu D-Max cuenta con un estilo más aerodinámico y moderno gracias a su nuevo paragolpes delantero y una nueva calandra con faros elipsoidales. Con esto, se ha reducido el coeficiente aerodinámico en un 5% respecto a la versión anterior, a pesar de que el nuevo pick-up japonés es más largo, ancho y con un mayor área de carga. Su longitud alcanza los 5,29 m, una medida que se mantiene en los tres tipos de carrocería con los que llega a España: doble, extendida (con puertas enfrentadas) y sencilla. Lo que sí varía en estos tres tipos de carrocería es la longitud de su zona de carga, con 1,55 m; 1,77 m y 2,30 m respectivamente.
También las suspensiones se han modificado, y su nuevo esquema permite incrementar la altura libre al suelo, aunque se haya bajado el centro de gravedad de todo el vehículo. La suspensión delantera pasa a ser independiente de doble triángulo y la trasera sigue siendo de ballestas, pero más planas y alargadas. Esto tiene una clara consecuencia en el confort de marcha. Los rebotes, sobre todo en la parte de atrás, se han minimizado bastante y, en este tipo de vehículos, se agradece.

### Restyling D-Max 2 en 2017
Isuzu D-Max 2017, más robusto y eficiente.
Presentado a finales de 2016, cuenta con algunas mejoras y ligeros cambios en el diseño respecto al modelo lanzado en 2012.
El Isuzu D-Max 2017 también se beneficia de un ahorro en consumo de entre un 5% y un 18%, mantiene la capacidad de remolque de 3.500 kilos (en todas sus versiones menos el cabina sencilla que se queda en 2.500) y necesita menos mantenimiento. El peso máximo admisible es de 3.000 kilos en todos los casos.
El peso se ha reducido en 60 kilos sólo en el conjunto motor-cambio (kilos que suman carga útil), el número de componentes decrece en un 15% y el ruido en el interior de la cabina es tres decibelios menor.
El cambio de serie es manual de seis velocidades, aunque las variantes más lujosas de los modelos de cabina extendida y doble pueden montar una caja automática de 6 marchas (la del modelo precedente era de cinco). 
A nivel de imagen, la carrocería del Isuzu D-Max 2017 estrena nuevas luces diurnas de led, de serie, un capó rediseñado, paragolpes delantero, parrilla, faros, pilotos y antinieblas, ahora enmarcados por un cerco cromado. En el interior es de nuevo cuño el cuadro de instrumentos, que incluye en las variantes manuales un indicador de cambio de marcha para ahorrar combustible.
Según versiones, el vehículo puede equipar cámara de visión trasera, USB en zona delantera y posterior, mandos en el volante, equipo de sonido con mayor número de altavoces, radio integrada, navegador y llave inteligente, que permite acceder y arrancar el motor aunque la mantengamos en el bolsillo.
El nuevo D-Max ofrece dos importantes ayudas a la conducción como son el asistente para arrancar en pendiente y el control de descenso, que opera también marcha atrás.
En el asfalto, el Isuzu exhibe notables mejoras con respecto al modelo actual: un centro de gravedad más bajo que lo hace más estable en curva y más confortable en general; mayor silencio de marcha, algo perceptible tanto desde dentro como desde fuera del vehículo, un mejor escalonamiento del cambio y mayor precisión en su manejo. 
Para países europeos se presenta un nuevo motor 1.9 Turbo Diesel tras el facelift, abandona la mecánica Twin Turbo para montar un Turbo de geometría variable, todo esto para validarla en la categoría euro 6 sin montar AdBlue, mantiene la potencia pero el torque baja a 365Nm.

## Isuzu D-Max (3.ª Generación) 2020

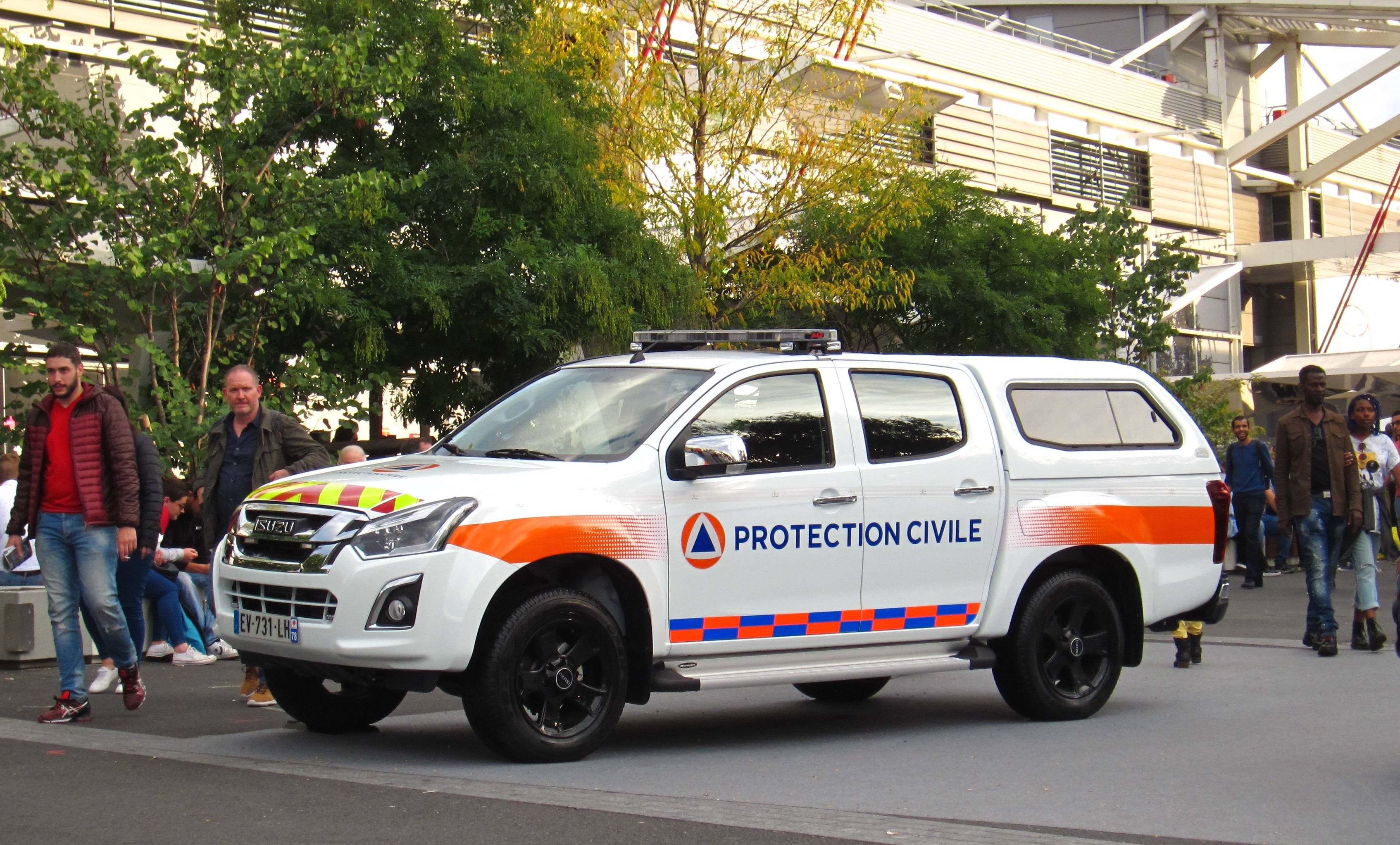
Tercera generación del Isuzu D-Max

La tercera generación del Pick-up D-Max fue presentada a finales de 2019 en Tailandia. La nueva apariencia del Isuzu D-Max es resaltada por la gran parrilla negra e iluminación led, pero llaman más la atención los cambios del interior y los estructurales. Sobre estos últimos, la marca dice haber aplicado placas de acero de alta resistencia para lograr una estructura más ligera y 20% más rígida que antes.
Se habla también de un mejor tratamiento anticorrosivo, un techo reforzado, una nueva arquitectura eléctrica (que le permitirá a el Isuzu D-Max actualizarse con las tendencias autónomas y conectadas) y cambios en la suspensión, frenos y dirección para mejorar el manejo.
El interior del nuevo Isuzu D-Max ofrece un espacio menos espartano (aunque igual se habla de versiones básicas con plásticos interiores más resistentes) y se incluirá, según la versión, una pantalla central de 9 pulgadas con Apple Car Play y Android Auto, una pantalla digital de 4.2 pulgadas en al cuadro de instrumentos, mandos en el volante con diversos funciones y asientos de nuevo diseño.
En el habitáculo, el pick-up tailandés cuenta con un sistema de infoentretenimiento de 9" que permite el enlace con sistemas Android Auto y Apple CarPlay y que se maneja mediante reconocimiento por voz.
Mecánicamente Isuzu ofrecerá dos mejorados motores diésel de cuatro cilindros, un 1.9 litros de 150 caballos de potencia y 350 Nm de torque, o un 3.0 litros de 190 caballos y 450 Nm. Ambos 
estarán acoplados de serie a una transmisión manual de seis velocidades, aunque el primero tendrá en opción una automática.
Finalmente, las versiones 4x4 tendrán un arbol de transmisión de aluminio para reducir el peso y contarán con bloqueo electromagnético para el diferencial trasero.
El Isuzu D-Max 2020 se fabricará en Tailandia en carrocerías de cabina sencilla, cabina y media y doble cabina, y estará disponible primero en su país natal y luego en el resto de Asia, Australia, Sudáfrica y Europa.
La generación ahora empleará la misma arquitectura modular del próximoo Mazda BT-50. De esta manera, el D-Max se divorcia por completo de General Motors, e inicia su aventura con Mazda.  Archivado el 5 de noviembre de 2019 en Wayback Machine. 

### Isuzu i-Series

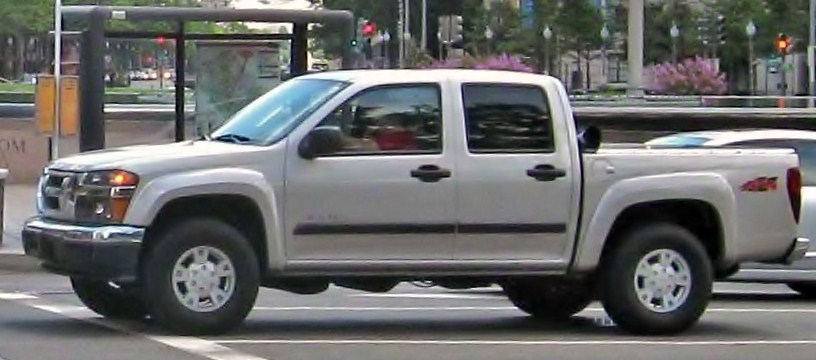
Isuzu Crew cab I-370 4x4

En Estados Unidos y Canadá no se comercializó el D-Max, en su lugar se comercializó el i-Series con la que comparte plataforma la Chevrolet Colorado y GMC Canyon. Las ventas de las i-Series fueron bajas y solo se vendieron 1,377 unidades.
- En  2006 estaban disponibles:

- - I-280: 2.8 L L4 Cabina Extendida 4x2
  - I-350 :3.5 L L5 Doble Cabina 4x4

- En 2007 y 2008 estaban disponibles:
  - I-290: 2.9 L L4 Cabina Extendida 4x2
  - I-370 :3.7 L L5 Doble Cabina 4x4

### Vehículos que comparten plataforma con el Isuzu D-Max
|                             |
| GMC Canyon Cabina Doble 4x4 |

|                                         |
| Chevrolet Colorado Cabina Extendida 4x2 |

|                                                     |
| Chevrolet Colorado de Tailandia Cabina Sencilla 4x2 |